# ديمونز سولز
ديمونز سولز (بالإنجليزية: Demon's Souls)‏ (باليابانية: デモンズソウル)، هي لعبة فيديو من تطوير ستوديو فروم سوفتوير اليابانية، ومن نشر سوني كمبيوتر إنترتنمنت، وهي أول سلاسل ألعاب سولز، صدرت في الأسواق الأمريكية واليابانية سنة 2009، ثم صدرت للقارة الأوروبية ودولة أستراليا بعد عام، تم إصدار نسخة جديد لسنة 2020 من اللعبة باسم ديمونز سولز (ريميك).

## روابط خارجية
- ديمونز سولز على موقع IMDb (الإنجليزية)

## الموقع الرسمي
- الموقع الرسمي
 (الإنكليزية)